# Ville-sur-Retourne
Ville-sur-Retourne é uma comuna francesa na região administrativa de Grande Leste, no departamento das Ardenas. Estende-se por uma área de 9,56 km². Em 2010 a comuna tinha 83 habitantes (densidade: 8,7 hab./km²).